# Bingo (Arbollé)
Pour les articles homonymes, voir Bingo (homonymie).
Bingo est une commune rurale située dans le département d'Arbollé de la province du Passoré dans la région Nord au Burkina Faso.

## Géographie
Bingo est situé à 4 km au nord de Kaba, à environ 8 km au sud d'Arbollé, le chef-lieu du département, et de la route nationale 2 allant vers le nord-ouest du pays. Le village est à environ 40 km au sud-est de Yako.

## Économie
Le village possède un important marché régional.

## Santé et éducation
Le centre de soins le plus proche de Bingo est le centre de santé et de promotion sociale (CSPS) de Kaba tandis que le centre médical avec antenne chirurgicale (CMA) de la province se trouve à Yako.
Le village possède une école primaire.